# 箆津敦忠
箆津 敦忠（のづ あつただ）は、南北朝時代の伯耆国の武士。官位は豊後守。同国八橋郡石井垣城主。

## 生涯
生年は不明だが八橋郡安田庄箆津郷（現在の鳥取県東伯郡琴浦町箆津）で生まれたと言われている。かつての赤碕町、中山町にかけて所領を有していたと考えられる。主だった功績としては正平12年/延文2年（1357年）の退休寺建立が挙げられる。『鳥取県史』ではこの退休寺建立について箆津氏の持っていた豊富な経済力の証拠であるとしてしる。それから2年後の正平14年/延文4年（1359年）5月23日、敦忠は春日神社勧進後、勝田川の合戦で討死にした。討死した敦忠の墓は生地である箆津郷の竹林に造られ、現在でも箆津地区の住民によってまつられている。戒名は退休寺殿大叟心空大禅定門神祇。

## 退休寺建立に関する伝承
八橋郡退休寺は前述したように敦忠が正平12年/延文2年（1357年）に建立した寺であるが、『伯耆民諺記』の退休寺の条には建立に関しての伝承が載せられている。それによると箆津豊後守には愛妻がいたが病によって死別してしまったという。亡き妻を想う敦忠は連日悪夢に悩まされ続け、伯州を行脚していた高僧源翁和尚に依頼して供養を行ってもらった。代わりに敦忠は退休寺を建立、すると悩まされ続けていた悪夢がぴたりと止んだという話である。伝承であるため事実かどうかは定かではないが、敦忠は現在、退休寺において妻と共に祀られている。